# رينالدو دياز
رينالدو دياز (بالإسبانية: Reynaldo Díaz)‏ هو لاعب كرة قدم مكسيكي، ولد في 19 أغسطس 1991.